# Сирійська богиня
Сирі́йська боги́ня (грец. Syria Theos, лат. Dea Syria)  — сирійсько-фінікійське божество, в якому змішались образи Астарти, Кібели, Атаргатіс, пізніше Афродіти. Культ Сирійської богині, яку греки ототожнювали з Афродітою, поширився в елліністичну добу. У Римі Сирійську богиню спочатку шанували пригноблені маси; в епоху імперії культ богині поширився й серед панівних класів. Опис цього культу знаходимо в творі Лукіана «Про Сирію».